# Історія відеоігор
Історія відеоігор починається у 1947 році, коли було написано першу ігрову комп'ютерну програму, й охоплює шість десятиліть. Власне відеоігри, які використовують відео для взаємодії із гравцем, зародилися в 1960-і. Частиною поп-культури відеоігри стали в кінці 1970-х з поширенням аркадних ігрових автоматів і домашніх ігрових приставок та ПК.

## Хронологія подій за роками
Нижче наведена хронологія подій у світі відеоігор за роками. Кожна сторінка розповідає про те, чим той чи інший рік увійшов у історію ігор.
|      |      |      |      |      |      | 1947 | 1948 | 1949 | 1950 |
| 1951 | 1952 | 1953 | 1954 | 1955 | 1956 | 1957 | 1958 | 1959 | 1960 |
| 1961 | 1962 | 1963 | 1964 | 1965 | 1966 | 1967 | 1968 | 1969 | 1970 |
| 1971 | 1972 | 1973 | 1974 | 1975 | 1976 | 1977 | 1978 | 1979 | 1980 |
| 1981 | 1982 | 1983 | 1984 | 1985 | 1986 | 1987 | 1988 | 1989 | 1990 |
| 1991 | 1992 | 1993 | 1994 | 1995 | 1996 | 1997 | 1998 | 1999 | 2000 |
| 2001 | 2002 | 2003 | 2004 | 2005 | 2006 | 2007 | 2008 | 2009 | 2010 |
| 2011 | 2012 | 2013 | 2014 | 2015 | 2016 | 2017 | 2018 | 2019 | 2020 |

## 1940-і

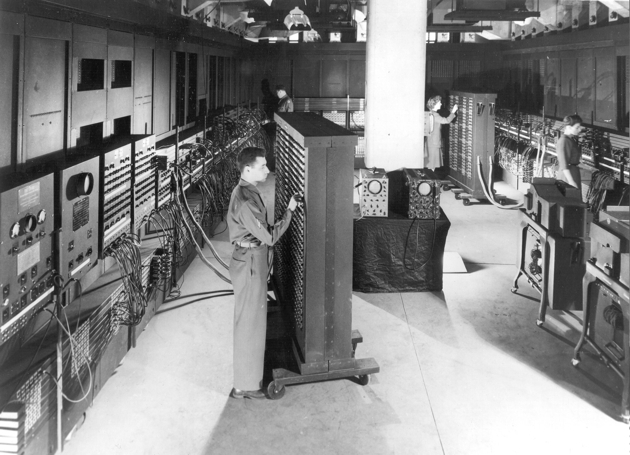
Складові комп'ютера ENIAC, призначеного для обчислень стрільби з різної зброї

Виникненню відеоігор передував розвиток програмованих комп'ютерів для військових цілей. Їх пізнішому виникненню як виду розваг сприяв розвиток телебачення. Хоча воно існувало ще до Другої світової війни, конфлікт змусив виробників відмовитися від виробництва телевізорів на користь дисплеїв для радарів і іншого устаткування для збройних сил.
У 1940 році на Всесвітній виставці в Нью-Йорку вперше продемонстровано Nimatron — комп'ютерну ігрову електронно-релейну машину для гри в нім, розроблену американським фізиком Едвардом Кондоном. Попри те, що вплив Nimatron на подальший розвиток електронних ігор і цифрових комп'ютерів вважають незначним, він був першим комп'ютером, призначеним для розваг, і претендентом на статус першої комп'ютерної гри. Також вважається, що в ньому було вперше в історії реалізовано навмисне уповільнення роботи комп'ютера.
14 лютого 1946 року, через пів року після капітуляції Японії у Другій світовій війні, в Пенсильванському університеті США було створено Electronic Numerical Integrator and Computer (ENIAC). Його призначенням був розрахунок таблиць стрільби з різних видів зброї різними боєприпасами.
Вершиною розвитку комп'ютерів мислилося створення штучного інтелекту. Британський математик Алан Тюрінг і американський інженер і математик Клод Шеннон розглядали штучний інтелект як остаточну мету комп'ютерних досліджень, і обидва вважали, що перемога комп'ютера над людиною в шаховій партії стане важливим кроком до втілення цієї мрії. Шахи було обрано як найбільш придатну гру, оскільки вона має прості правила, і при цьому величезну кількість ходів. Оцінювалося, що якщо комп'ютер зможе грати мільйон партій в шахи кожну секунду, йому буде потрібно 10108 років для того, щоб прорахувати всі можливі варіанти. Тому комп'ютер, який зможе перемогти досвідченого гравця в шахи, буде в змозі передбачити ходи суперника у війні та з випередженням реагувати на них. У 1947 році Тюрінг написав першу в світі теоретичну програму для гри в шахи на комп'ютері. Однак тодішні комп'ютери не володіли достатніми потужностями для реалізації шахів такою мірою. Томас Т. Голдсміт-молодший і Естл Рей Манн 1948 року запатентували Cathode Ray Tube Amusement Device з електронно-променевою трубкою, на якому симулювався політ ракети до вказаної цілі.
У 1949 в Кембриджському університеті Морісом Вілксом було сконструйовано Electronic Delay Storage Automatic Computer (EDSAC), комп'ютер, в пам'ять якого можна було довільно додавати і видаляти інформацію. Пізніше на ньому реалізовувалися деякі математичні ігри.

## 1950-і

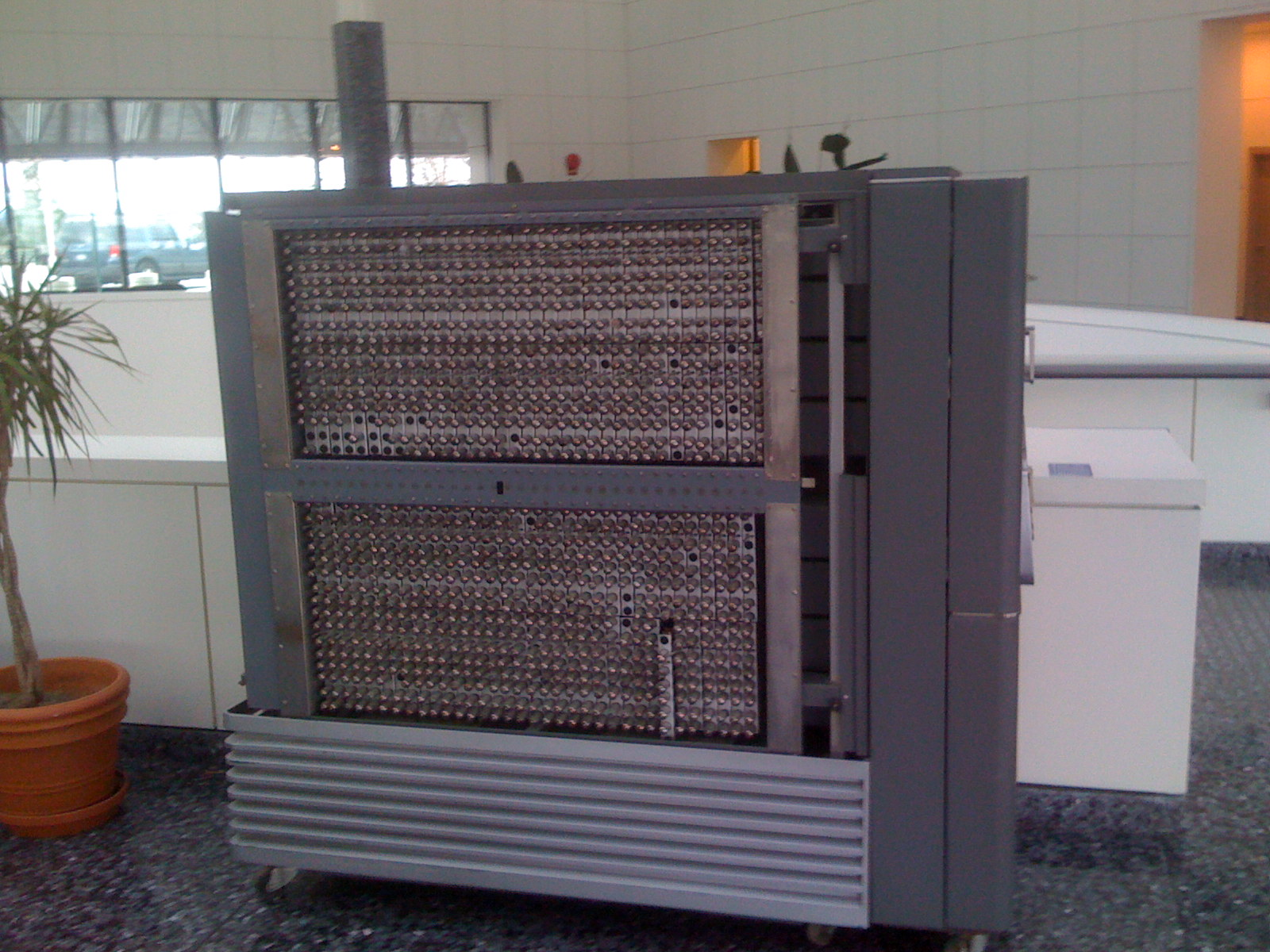
Процесорна частина IBM 710, на якому було реалізовано гру в хрестики-нулики

Після самогубства Тьюрінга в 1954 році такі учені як Алекс Бронштейн продовжили реалізацію шахів на комп'ютері, але за спрощеними правилами. Проте шахи не були єдиною грою, яку планувалося перенести на комп'ютер.
У 1951 році лейбористський уряд Великої Британії вирішив провести Фестиваль Великої Британії, покликаний вселити післявоєнному населенню віру в краще майбутнє. Компанія Ferranti не могла наповнити виставку і австралійський співробітник компанії Джон Беннет запропонував створити комп'ютер, здатний грати в просту математичну гру під назвою нім. В ній двоє гравців по черзі беруть сірники, розкладені на кілька купок. Кожен гравець може взяти один або кілька сірників з будь-якої купки. Гравець, який бере останній сірник, програє. Беннет придумав використати електромеханічну машину Nimatron, показану на всесвітній виставці в 1940 році в Нью-Йорку, для її реалізації. Беннет зауважив, що ця машина не призначена для розваги, а має показати можливості до обчислень і виконання практичних завдань.
Нова машина під назвою Nimrod була завершена 12 квітня 1951 року. Відвідувачам виставки пропонувалося позмагатися з Nimrod і вони проявили великий інтерес до розваги. Пізніше Nimrod виставлявся на Індустріальній виставці в Берліні, де також виявився популярним. Успіх спонукав Ferranti продовжити роботу над обчислювальною технікою в рамках більш серйозних проєктів.
У 1952 для EDSAC Александром Дугласом, учнем Моріса Вілкса, було написано гру в хрестики-нулики. Проте вона призначалася для наочного пояснення роботи комп'ютерів, а не розваги. Артур Самуель, співробітник IBM, того ж року написав програму, яка дозволяла грати у шашки на першому комерційному комп'ютері IBM 701. У 1955 році Самуель розробив версію, яка могла вчитися на своїх помилках, і після реклами на телебаченні посприяла зростанню акцій IBM.

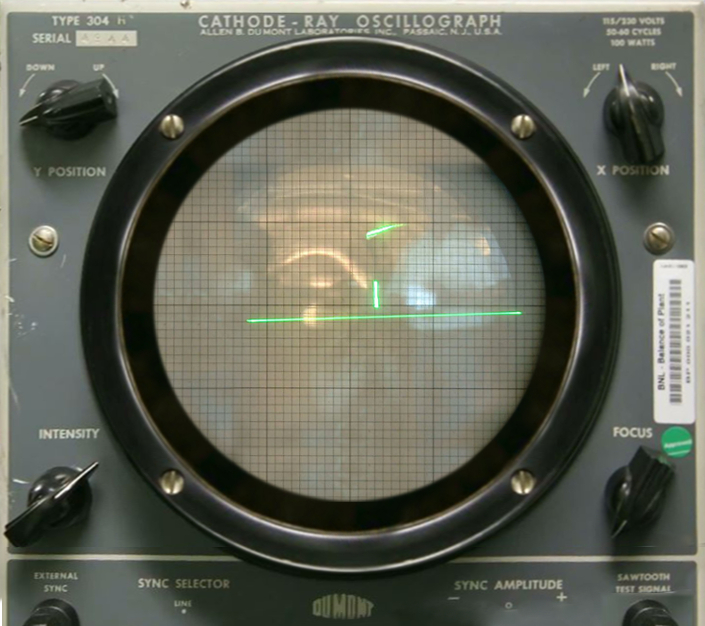
Tennis For Two на осцилографі

Поворотним моментом стала робота Вільяма Гіґінботама, котрий свого часу працював на «Мангеттенським проєктом». На виставці 1958 року в Брукхейвенській національній лабораторії він представив електронну гру в теніс, процес якої зображався на екрані осцилографа. Ракетки гравців позначалися лініями, а м'яч — точкою. Контролери з кнопками дозволяли гравцям переміщати ракетки та відбивати м'яч. Гра особливо сподобалася старшокласникам і демонструвалася на наступній виставці 1959 року. Однак Гіґінботам мусив розібрати устаткування для інших проєктів. Сам він не надавав грі великого значення і зайнявся роботою з припинення поширення ядерної зброї.
Пізніше серед дослідників утвердилася думка, що 1950-і стали «фальстартом» для відеоігор.

## 1960-і
У 1961 році Массачусетському технологічному інституту було надано комп'ютер PDP-1 від Digital Equipment Corporation (DEC). В інституті існував Клуб Технічного Моделювання Залізниці, до якого входили студенти, багато з яких захоплювалися низькопробною космічною фантастикою. Член клубу Роберт Вагнер свого часу написав програму Expensive Desk Calculator для ТХ-0, яка була оцінена професорами як негідне використання такої дорогої і потужної (на той час) техніки. PDP-1 на відміну від попередників володів клавіатурою і екраном, тому одразу привернув увагу членів клубу. Студенти Вейн Вітейнем та Стів Рассел вирішили створити на ньому гру, де можна було б керувати космічним кораблем.
Зупинившись на назві Spacewar!, вони вирішивши створити гру за принципом космічної дуелі між двома гравцями. Перша версія була готова 1961 року, але мала численні недопрацювання, зокрема не відображала поведінку об'єктів у космосі. Додавши зірки, розробивши спеціальні контролери і фон з програми Expensive Planetarium, студенти завершили роботу в 1962. Гра стала дуже популярною серед студентів МІТ і Рассел спробував її продавати, однак зіткнувся з тим, що вона працює тільки на PDP-1, який коштував 120000 доларів. Але новини про гру поширилися поза МІТ і в багатьох інших університетах її відтворювали на власних комп'ютерах. DEC навіть стала додавати Spacewar! до кожної продаваної системи аби показати її можливості.
В серпні 1966 Ральф Баєр, глава відділу технологічного дизайну в Sanders Associates, придумав ідею ігрового пристрою, який би підключався до телевізора. Разом з колегами він розробляв пристрій, якому дав назву Channel LP, в секреті, побоюючись, що ідею сприймуть як несерйозну. В 1967 зразок Channel LP було завершено і почалася генерація ідей ігор, заснованих на вже відомих іграх для комп'ютерів. Корпоративний директор Герберт Кампман зацікавився розробкою і виділив на неї невеликі кошти. Інтерес виявила і TelePrompter Corporation, яка займалася кабельним телебаченням. Проте через військову спрямованість Sanders Associates і фінансові проблеми TelePrompter розробка, доти відома як Brown Box, не пішла в серійне виробництво.
Коли DEC представила новий комп'ютер PDP-11 за ціною 20 000 доларів, студент Стенфорду Білл Піттс, вражений Spacewar!, вирішив, що на основі PDP-11 цілком реально створити пристрій спеціально для ігор — Galaxy Game. Разом з другом Г'ю Таком він розробив ігровий автомат, що за монети надавав можливість пограти і таким чином окупив би себе.

## 1970-і

Ігровий процес гри Pong

Про задум Піттса і Така дізнався Нолан Бушнелл з компанії Nutting Associates. В 1971 студентський союз вже був готовий виділити гроші на автомат Galaxy Game, але Бушнелл запропонував використати комп'ютер Data General Nova, який коштував тільки 3995 доларів. Зіткнувшись з повільністю гри, вони вирішили перенести всю програму на мікросхеми, кожна з яких відповідала за якийсь аспект гри. Концепція гри змінилася з дуелі на однокористувацьку з боротьбою проти керованих машиною ворогів. Тим часом Білл Нутінг, який вкладав гроші у ВМС США, зацікавився одним з пристроїв — машиною-опитувальником, яка виводила питання на екран, а курсанти мали натиснути кнопку, що позначала правильну відповідь. Зі своїм братом Дейвом він придумав на основі опитувальника популярні ігрові автомати Computer Quiz і 3600 I.Q. Computer.
В пошуках нових ідей вони дізналися про розробку Піттса, Така і Бушнелла. В результаті 1971 року автомат з грою Galaxy Game був створений і привернув увагу публіки, а згодом вийшов Computer Space. Проте їх успіх виявився не настільки великим, як очікувалося, оскільки відеоігри були популярні серед студентів, але не серед простих робітників, не витримуючи конкуренції з автоматами для пінболу.

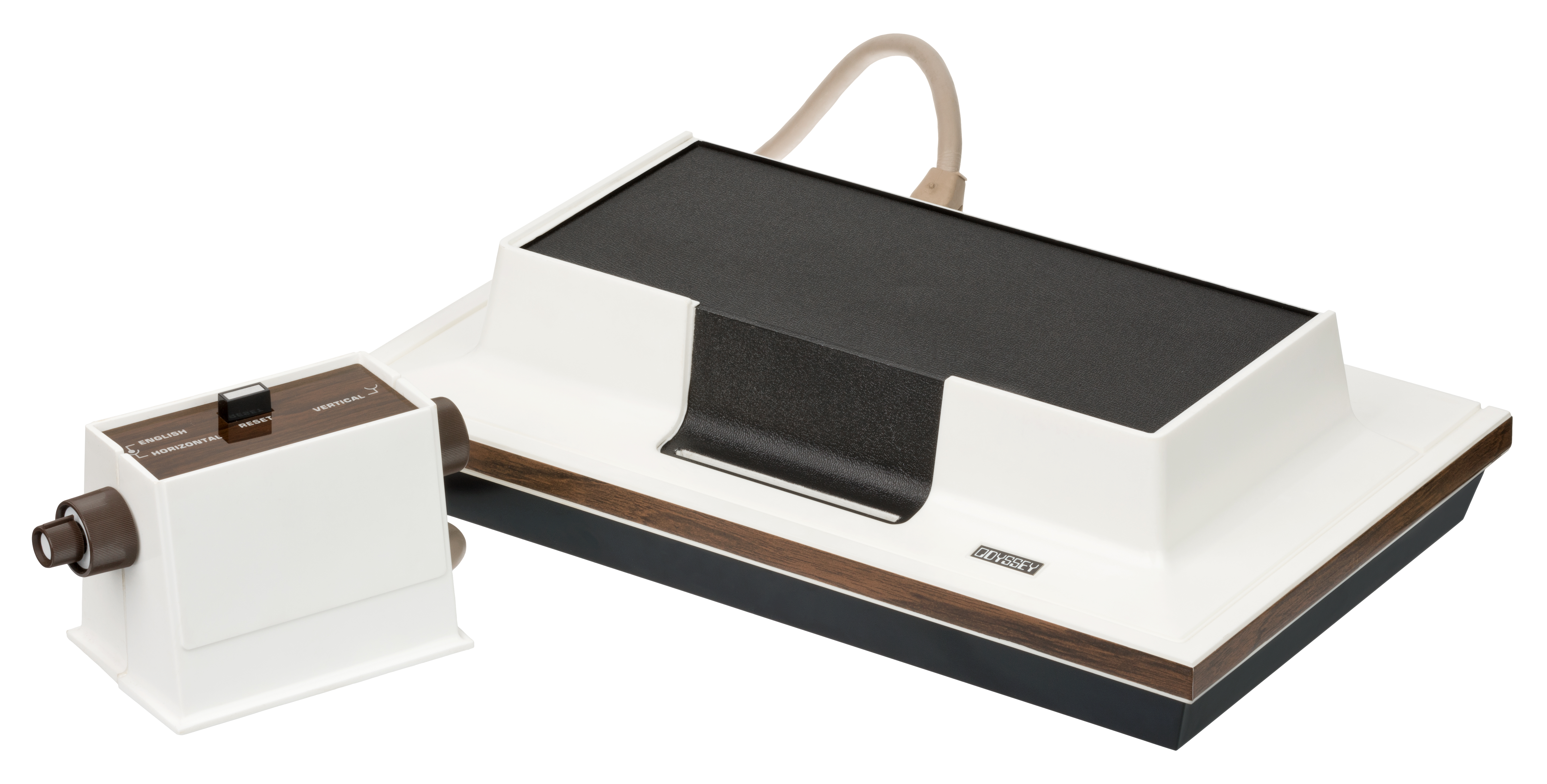
Magnavox Odyssey — перша домашня ігрова приставка

Паралельно Magnavox погодилася взятися за виробництво Brown Box, надали пристрою новий корпус і назву Skill-O-Vision, а згодом Odyssey. Ця приставка до телевізора мала 12 вбудованих ігор та додаткові аксесуари. Magnavox Odyssey було представлено громадськості в 1972 році. Бушнелл, надихнувшись можливостями приставки, заснував Atari Incorporated. Компанія скоро випустила ігровий автомат із популярною грою Pong, в яку пограли 2 млн американців. До вересня 1974 на всій території США працювало приблизно 100 000 автоматів з відеоіграми, які приносили близько 250 мільйонів доларів на рік. Ігрові зали з ними стала відвідувати молодь, а сам бізнес ігрових автоматів позбувся стереотипу про зв'язки з мафією, пропонуючи розваги для різних соціальних і вікових категорій.
У березні 1974 року експерименти Atari привели до виходу Gran Trak 10 — першої в світі гонкової відеоігри, що стала дуже популярною. Проте через помилки у фінансових підрахунках вона стала збитковою. Додатково Atari зазнала втрат у спробі вийти на японський ринок, не знаючи тамтешньої бізнес-культури. Японська компанія Taito прагнула стати японським аналогом Atari, в 1973 випустивши автомати з іграми Elepong і Soccer, які були клонами Pong. Її оригінальна гра Speed Race завоювала популярність в США, поставивши Atari на межу розорення. Для конкуренції за ідеєю Бушнелла було утворено Кее Games, що дозволило обійти обмеження законів про поширення ігор і продавати відеоігрові автомати. З успіхом її продукції Кее Games було об'єднано з Atari.

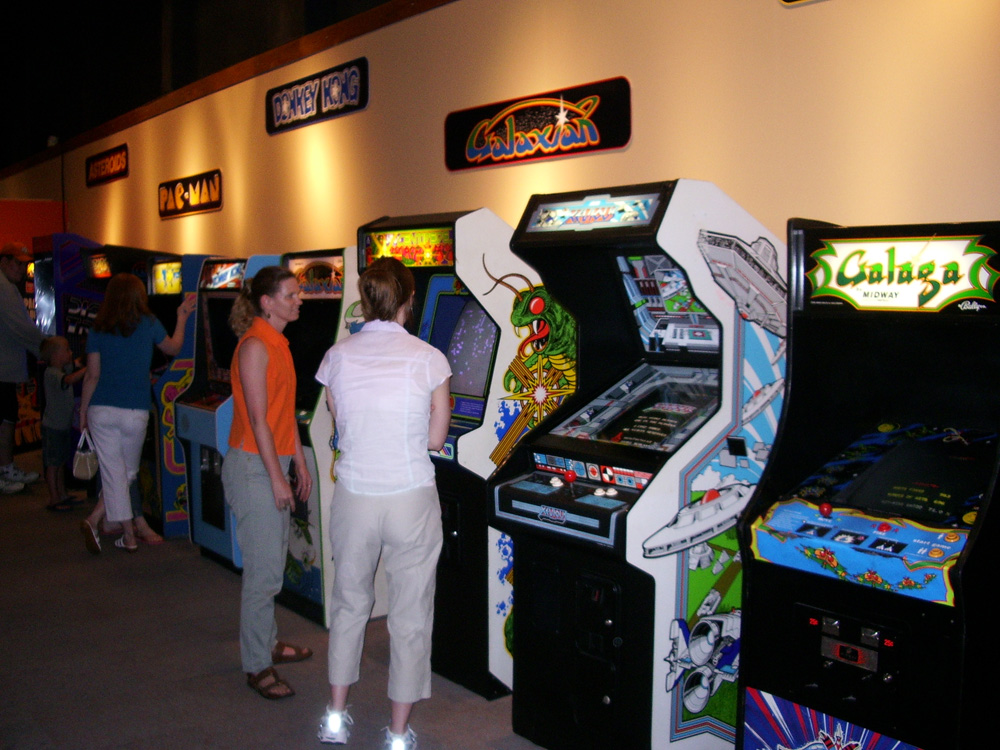
Зал з аркадними ігровими автоматами 1980-х

Інженер Atari Гарольд Лі 1974 року запропонував створити власну ігрову приставку до телевізора, яка б конкурувала з Magnavox Odyssey. Основна відмінність полягала в тому, що кожна гра містилася на окремій інтегральній схемі. У 1975 така приставка, Sears Tele-Games Pong, була випущена і отримала величезний успіх. Коли General Instruments випустила чип AY-3-8500, інші розробники відеоігор отримали можливість створювати будь-які ігри без потреби розробляти власні інтегральні схеми з нуля. Наприкінці 1970-х набули поширення мікропроцесори, що могли бути запрограмовані, без зміни своєї схеми.
Atari бачила майбутнє тільки за мікропроцесорами. За словами Бушнелла, вони змусили відеоігровий бізнес виникнути на майже десятиліття раніше, ніж він міг би з'явитися. У 1976 році були випущені дві останні досить популярні гри з транзисторно-транзисторною логікою: Breakout від Atari і Death Race від Exidy. Death Race, де гравець мав збивати автомобілем пішоходів, викликала хвилю паніки. Exidy отримали шквал осуду і навіть погрози фізичної розправи. Натомість Breakout, до розробки якої були залучені Стів Джобс і Стів Возняк, завоювала славу. Інженер з Atari Дейв Шепперд своєю грою Night Driver (1976) здійснив переворот в іграх, реалізувавши вигляд від першої особи.

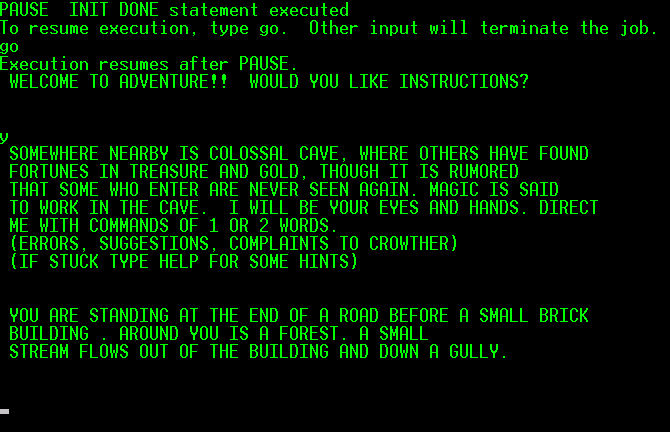
Текстова пригода Colossal Cave Adventure

Тоді як ігрові автомати і домашні консолі мали успіх, персональний комп'ютер не розглядався як повноцінна ігрова платформа. На ПК існували тільки порівняно прості ігри, як хрестики-нулики, шибениця чи морський бій. Перші домашні комп'ютери почасти використовувалися саме для ігор. Користувачі могли самотужки написати ігрові програми, код яких публікувався в тематичних журналах і книгах. У 1975 програміст Уілл Круотер звернув увагу на програму Eliza (1966), яка створювала ілюзію осмисленого діалогу з комп'ютером. Кроутер написав гру Adventure (Colossal Cave Adventure), яка використовувала введені гравцем фрази для формування образу світу гри. До 1977 року гра розповсюдилася університетами і надихнула багатьох програмістів на написання власних подібних ігор, що стали називатися текстовими пригодами і описували світ тільки через текст. На противагу їм Maze (1973) використовувала графіку та стала родоначальником багатокористувацьких ігор, дозволяючи двом живим гравцям або живому проти програми, змагатися у знищенні своїх ігрових персонажів. Оновлення 1974 року, яке дозволяло це здійснювати, поклало початок режиму «death match», який наслідувався в численних інших іграх. Успіх настільної рольової гри Dungeons & Dragons, яка вийшла 1974 року, спонукав багатьох аматорів реалізувати її на комп'ютерах, як в Alakabeth.
1 квітня 1976 року було сформовано компанію Apple Computer, яка випустила 150 зібраних вручну комп'ютерів Apple I. Стів Возняк того ж року взявся за роботу над Apple II, плануючи, окрім іншого, зробити його повноцінною ігровою платформою, яка б конкурувала з відеоігровими автоматами. На відміну від своїх конкурентів Commodore PET і TRS-80, він володів кольоровим дисплеєм. Також 1976 Майкл Кац винайшов портативну відеогру на окремому пристрої, який використовував технологію, подібну до екранів переносних калькуляторів. Перша з цих ігор, Auto Race, за 1976 рік продалася в кількості сотень тисяч екземплярів.

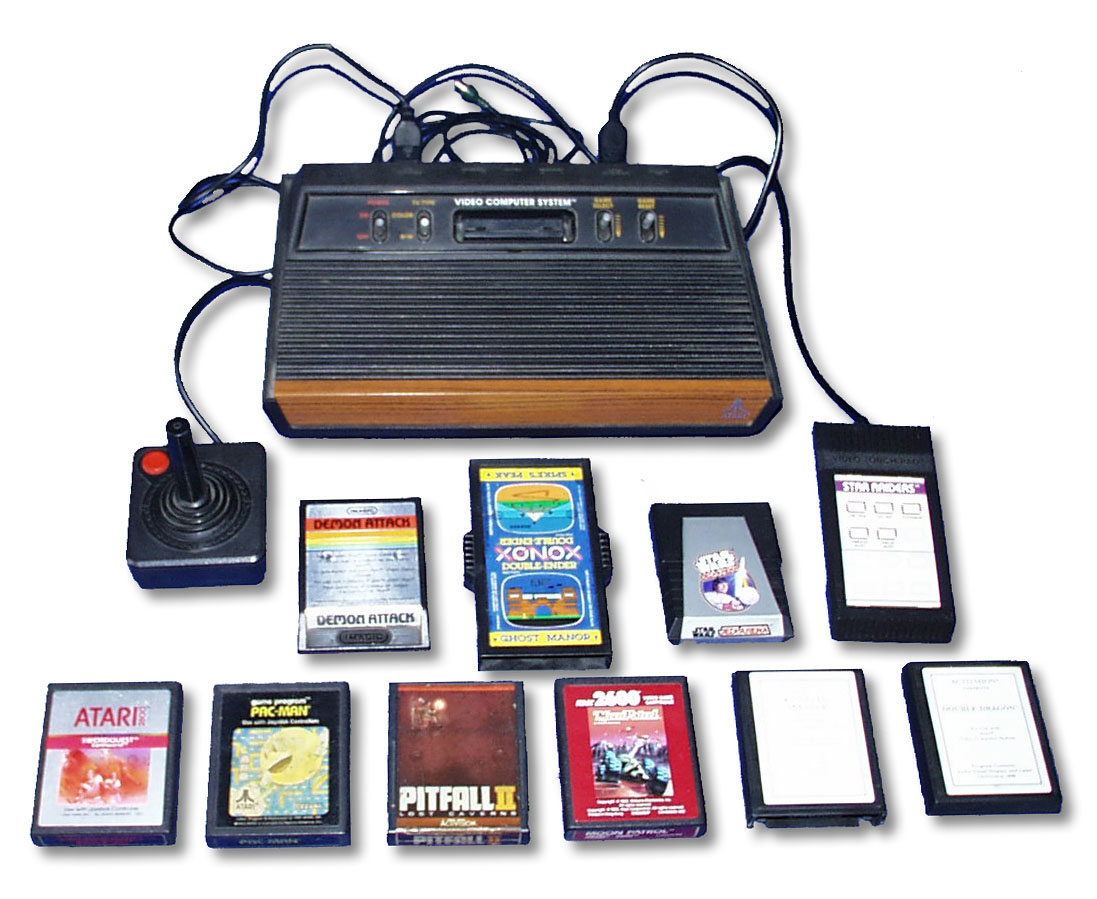
Atari 2600 з контролерами та ігровими картриджами, найуспішніша ігрова приставка 1970-х

Тоді ж Fairchild Semiconductor розробила домашню консоль Fairchild Channel F. На відміну від Magnavox Odyssey, вона мала зручні картриджі, а не плати, і підтримувала кольорову графіку. Однак багатьом покупцям було незрозуміло як користуватися приставкою і для чого вона насправді призначена. В 1977 Atari розробила VCS 2600 — домашню консоль нового типу, де кожна гра містилася на змінних мікросхемах, картриджах. Але крім Channel F існували й інші раніші перспективні розробки, такі як RCA Studio II. Попри сподівання, вони всі мали певні обмеження, які не зробили продукти такими успішними, як очікувалося. Та і VCS 2600 було визнано застарілою, а ринок ігрових консолей насиченим. Хоча консоль Atari отримала великий успіх, політика компанії з анонімності розробників відеоігор стала причиною для численних скандалів. Програмісти не отримували належної частки коштів, до того ж вийшло кілька порнографічних ігор, які отримали осуд. Зрештою Бушнеллу 1979 року було заборонено працювати у відеоігровій індустрії до 1983.
Тим часом японська компанія Taito, бачачи майбутнє відеоігор за мікропроцесорами, створила і 1978 випустила автомат зі Space Invaders. Гра стала хітом, принісши за два роки понад мільярд доларів прибутків. На ринку домашніх відеоігор до кінця 1979 конкуренція загострилася, особливо з виходом потужної системи Bally Professional Arcade. Walt Disney Pictures зняла фільм «Трон» на тему відеоігор. Гіганти кіноіндустрії, Lucasfilm, Quaker Oats, Parker Brothers, 20th Century Fox і Thorn EMI, створювали власні відеоігрові підрозділи.

## 1980-і

Ігровий процес Pac-Man

На початку 1980-х вся Північна Америка була одержима відеоіграми. Після дебюту Space Invaders відеоігри набули ще більшої популярності, ніж доти, відеоігровий бізнес щомісяця зростав на 5 відсотків. Деякі критики вважали, що відеоігри перевершать за популярність кіно і телебачення. Розвиток векторної графіки і кольорових дисплеїв дозволив створювати відеоігри в новій якості. Ігри для автоматів стали дійсно кольоровими, а не монохромними з кольоровими накладками на екран. На початку 1980-х вийшли такі хіти як Missile Command, Tempest, Galaga, Defender, Рас-Man, Donkey Kong. Вихід тривимірної Battlezone (1980) привернув увагу військових, які вирішили створити на її основі військовий тренажер. Випуск аркадних ігор на домашніх консолях помітно підняв їхні продажі, особливо Atari.
9 листопада 1982 року міністр охорони здоров'я США доктор Еверетт Куп виступив із заявою про шкоду відеоігор для фізичного і морального здоров'я дітей підлітків. До того батьки, вчителі та чиновники були схвильовані тим, що зали ігрових автоматів стали центрами дитячої злочинності. У медичних журналах з'являлися статті про захворювання, пов'язані з відеоіграми. Серед громадськості поширювалися чутки про смерті підлітків, які вмирали від серцевих нападів після багатогодинних сеансів гри. Наприкінці 1981 року Індонезія і Філіппіни заборонили відеоігри, пояснивши це турботою про захист моралі молоді.

Розробники стикнулися з необхідністю робити ігри все складнішими, щоб підігрівати азарт гравців і відповідно отримувати прибутки. В конкуренції аркадних автоматів та ігрових консолей доводилося зменшувати ціни на фоні загального економічного спаду в США. Поступово домашні приставки зарекомендували себе як гнучкіші й надійніші.

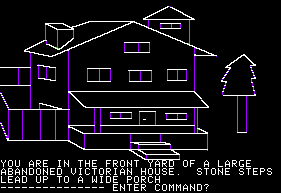
Гра Mystery House на комп'ютері Apple II

Як повноцінні ігрові платформи стали розглядатися і ПК. Текстові квести, як Zork чи Adventureland отримали поштовх до розвитку з поширенням кольорових дисплеїв домашніх комп'ютерів. У 1980 році подружжя Кен і Роберта Вільямсів з Лос-Анджелеса випустило Mystery House. Ця гра, крім тексту, ілюструвала події простими чорно-білими картинками. За пів року їм вдалося продати 3000 копій і вже 1981 подружжя створило The Wizard and the Princess з кольоровими картинками. Вільямси заснували компанію Sierra Online, яка стала відома такого роду творами. Текстові квести породили жанр багатокористувацьких ігор MUD, де гравці могли грати різні ролі й спілкуватися одні з одними.
Можливості Apple II надихнули програмістів на створення симуляторів техніки, як Flight Simulator (1978), але 1981 Кріс Кроуфорд задумав створити симулятор військових дій. Він написав гру Eastern Front 1941, яка відтворювала битви в реальному часі, подібно до настільних варгеймів. З кольоровими дисплеями на новий рівень вийшли рольові ігри: Ultima I: The First Age of Darkness (1980), Wizardry: Proving Grounds of The Mad Overlord (1981), Ultima II: The Revenge Of The Enchantress (1982). Однак основна маса відеоігор випускалася і надалі для ігрових автоматів та гральних приставок.
В ігровій індустрії настала криза, розробники одним за одним визнавали, що всі можливі оригінальні ігри вже створені, відеоігри в ході своєї популярності вичерпали себе. Певним проривом стала Dragon's Lair, яка використовувала послідовності попередньо заданих анімацій в стилі мультфільмів Walt Disney, записаний на CD-диск. Однак використання дисків не знайшло продовження через складність експлуатації автоматів з ними. Ринок консольних ігор різко впав з 3,2 млрд доларів у 1983 році до 100 млн у 1986. Провал потенційного хіта E.T. the Extra-Terrestrial (1983) за фільмом «Іншопланетянин» став великим ударом для Atari, яка ще утримувала позиції. Картриджі з грою було закопано в землю, що стало, як тоді багатьом здавалося, символічним кінцем відеоігор.

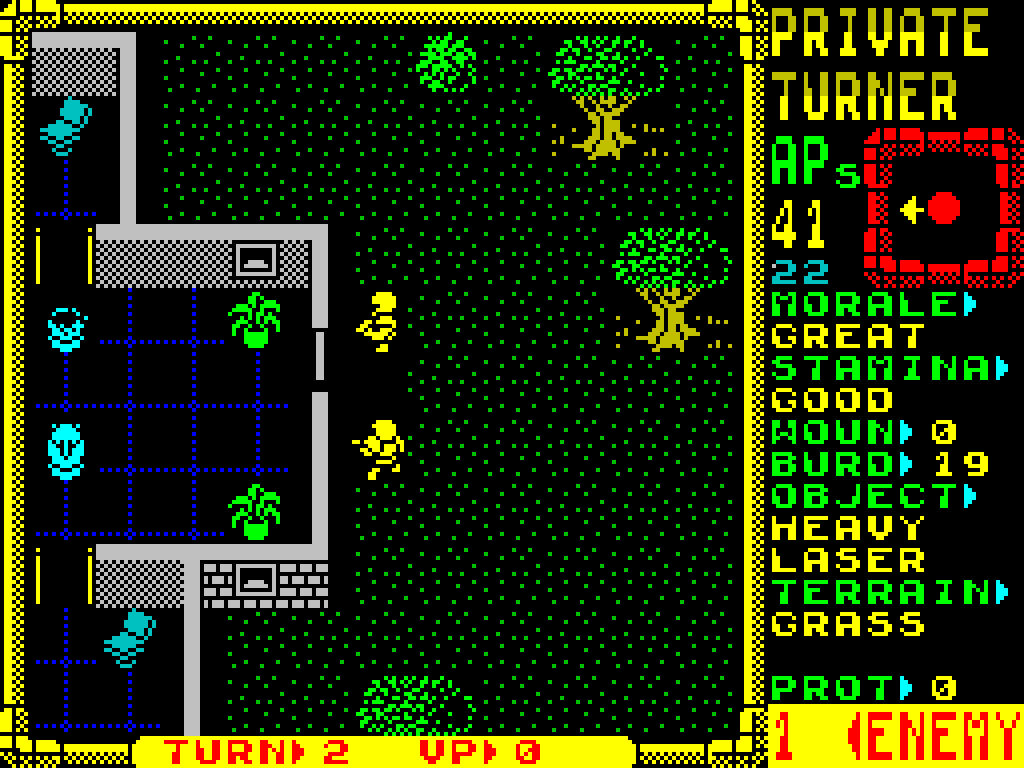
Гра Laser Squad на ZX Spectrum

Велика Британія ж не знала ігрових приставок, ігри існували для ПК і розповсюджувалися на касетах кількома магазинами через пошту. Клайв Сінклер розробив 1980 року домашній комп'ютер ZX80, який завдяки своїй дешевизні став найбільш продаваним ПК Великої Британії на той час. Програміст Кевін Томс після виходу ще дешевшого ZX81 зрозумів, що може створити яскраву і популярну гру для нього. Томс насписав Football Manager, яка швидко продалася в кількості 2 млн копій. У 1982 Сінклер випустив ZX Spectrum, який став новим найпопулярнішим ПК Великої Британії і став символом технологічної переваги держави. Поширеність ZX Spectrum дала поштовх до британського буму відеоігор. За два роки для було створено 1188 відеоігор, розроблених 458 компаніями. Примітною особливістю цих ігор стала психоделіка і сюрреалізм, натхненні шоу «Монті Пайтон» і ранніми іграми Мела Краучера. Захоплення відеоіграми для ПК та експерименти з ігровим дизайном перекинулися і на Іспанію та Австралію.
У 1982 французький програміст Ле Бретон отримав Apple II та, порахувавши оформлення Mystery House убогим, вирішив зробити кращу гру. Він написав 1983 року Le Vampire Fo, що стала першою французькою текстовою пригодою. Бретон заснував Froggy Software, яка спеціалізувалася на текстових пригодах, концентруючись на злободенних темах, як політика, гомосексуальність, наркоманія, на противагу фантастичній тематиці ігор США й Великої Британії. Відеоігри Німеччини в той же час робили акцент на темі війни, нацизму, що врешті привернуло увагу Bundesprüfstelle für Jugendgefährdende Schriften (Федеральної цензурної установи). Понад 90 % відеоігор було внесено до «чорного списку».
Італія ще з 1970-х була основним виробником аркадних автоматів для Європи, але не пішла далі, коли 1984 компанія Zaccaria вирішила, що відеоігри безперспективні. До початку 1990 Італія не мала відомих компаній-розробників відеоігор.
В Нідерландах у 1980-і виникло активне піратство ігор. Програмісти зламували відомі ігри та безкоштовно розсилали їх через електронну пошту. Хоча Нідерланди не випускали відомих відеоігор, саме там зародилися демосцени й набули популярності по всій Європі. Поступово в Європі виникали крупні видавці відеоігор, як Ocean Software, Infogrames, Ubisoft, і бюджетні, як Mastertronic.
В СРСР існувало відставання в розвитку електроніки на 5-10 років проти зарубіжжя. Відеоігри існували на ігрових автоматах, як Poly Play, створеному в Східній Німеччині та розповсюджуваному в країнах комуністичного блоку в 1985 році. Тематичні журнали випускали інструкції з написання простих ігор для ПК, які мали куди менше розповсюдження, ніж в інших державах. У 1984 році радянський програміст Олексій Пажитнов написав відеогру, засновану на головоломці пентаміно, для комп'ютера Электроника-60. Після низки доробок вона стала грою Tetris, яка швидко розповсюдилася комп'ютерами Радянського союзу, а наприкінці 1980-х і в Західній Європі. Наприкінці вісімдесятих компанія «Екстрема-Україна», що розташовувалася у Вінниці, об'єдналася з «Термінал» і стала випускати аркадні ігри, використовуючи для цього власні технології. Найвідомішою грою компанії вважається «Конек-Горбунок» (1988).

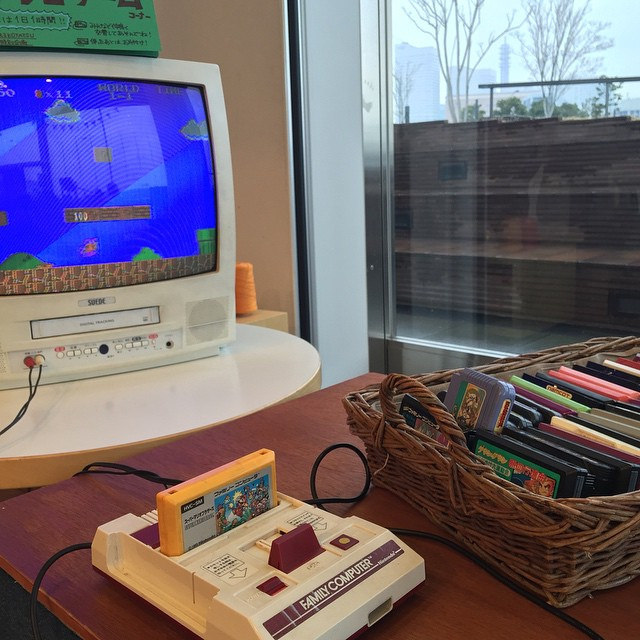
Famicom, під'єднана до телевізора

Японія 1980-х повільно розвивала консольний ринок, хоч була відома окремими успішними іграми на приставки і аркадними автоматами. Однак швидке поширення ПК виробництва NEC і Fujitsu посприяло появі перших японських відеоігрових видавництв. У 1982 було випущено Night Life — ілюстрований довідник з сексу для комп'ютера NEC РС-8801, який не був грою, але отримав велику популярність. Разом з проникненням до країни текстових квестів, як Mystery House, це спонукало до створення пригодницьких еротичних відеоігор, які через свою спрямованість випускалися тільки в межах Японії. Наприкінці 1980-х занепокоєння їх поширенням стало приводом до створення Computer Software Rinri Kiko, організації, яка стала слідкувати за змістом інтерактивних творів.
У той час як японські творці ігор для ПК освоювали нові жанри, Nintendo працювала над запуском нової консолі. Інженерові Масаюкі Уемура було доручено розробити консоль, яка б випередила конкурентів і була досить дешевою. Уемура розробив Family Computer (Famicom) з клавіатурою, дисководом і модемом, але для дешевизни у 1983 переробив її на картриджну консоль з ігровим контролером, оснащеним хрестовиною. Сенс новинки був не в продажі консолі, а різноманітних ігор до неї, створюваних сторонніми компаніями. Nintendo вимагала у своїх партнерів авансові платежі на виробництво картриджів, забираючи собі прибуток з продажів і залишаючи за собою право накладати вето на випуск будь-якої гри. До 1985 року 17 ігрових компаній отримали від Nintendo ліцензії на створення ігор для Famicom.
Засновник видавництва Bullet-Proof Software Хенк Роджерс, який переїхав до Японії в 1970-і, відкрив, що в Японії невідомі настільні рольові ігри, як Dungeons & Dragons. Видана в 1983 рольова The Black Оnух не була помічена, поки після пояснення принципів рольових ігор в тематичних журналах вона не отримала величезний успіх. Досі незнайомі з цим жанром гравці зацікавилися рольовими відеоіграми і в 1986 компанія Enix видала Dragon Quest для Famicom, яка стала відомою як перша дійсно японська рольова гра. Гравці купляли Famicom тільки щоб пограти в неї і продажі консолі різко зросли. Продовження Dragon Quest III (1988) було продане за перший же день в кількості мільйона копій. Популярність Dragon Quest III виявилася такою великою, що школярі по всі Японії масово прогулювали школу, щоб купити цю гру. Enix довелося пообіцяти уряду, що надалі її ігри випускатимуться тільки у вихідні. Після цього японські виробники відеоігор були готові завоювати і ринок США.

Приклади графіки NES у грі Final Fantasy (1987)

Дущо раніше модифікована Famicom для ринку США, Nintendo Entertainment System, мала чип безпеки, що блокував запуск ігор без ліцензії. З метою ясно відрізнити цю консоль від минулих, було додано світловий пістолет Zapper. NES не здобула популярності та поширювалася пробними партіями за умови повернення грошей в разі провалу. В березні 1986 Nintendo випустила на американський ринок гру Сігеру Міямото і Такасі Тедзука Super Mario Bros. Гра стала глобальним феноменом — були продані мільйони примірників гри поряд з мільйонами консолей NES. Nintendo наповнили ринок іграми, як The Legend Of Zelda, Metroid, Castlevania, Double Dragon, Final Fantasy.
До літа 1987 року критики визнали, що ігровий ринок знову почав зростати. Журнал Fortune згадав Nintendo як компанію, яка сама одна відновила ігровий бізнес. Компанія ввела жорсткі вимоги до якості відеоігор та їх змісту. «Моральний кодекс» Nintendo в багатьох рисах повторяв кодекс Гейса для фільмів, що забороняв демонструвати на кіноекрані сексуальні сцени, оголене тіло, вживання наркотиків, зображати злочинців у позитивному світлі, лихословити і насміхатися над релігією. Кодекс також забороняв такі теми, як людоїдство, тортури, зомбі, перевертнів, секс, і вимагав, щоб в «кожному конкретному випадку добро завжди брало перемогу над злом і злочинці завжди каралися за свої злочини». У ньому говорилося і про те, що федеральні чиновники, поліціянти, судді та інші поважні представники американського закону і уряду не повинні представлятися з негативної точки зору.
Успіх і вплив Nintendo викликав занепокоєння в США. Американський бізнес загалом відступав перед японським, у багатьох склалося враження, що Японія «скуповує» Америку. Величезний успіх викликав звинувачення в тому, що Nintendo створила монополію, задушивши конкуренцію. Виступи проти компанії ніяк не змінили ситуацію і Nintendo з консоллю NES націлилася на Європу.
Але на той час європейські геймери вже мали ПК Commodore Amiga або Atari ST, що пропонували графіку, яку не могла видавати NES. Nintendo повернула домашні консолі на ринок, виникла нова модель ліцензування. Підйом компанії оживив американську ігрову індустрію, перетворивши 100-мільйонний бізнес 1986 року на 4-мільярдний до 1991. Жорсткі вимоги Nintendo до якості ігор підвищили загальний рівень професіоналізму розробників. Японія стала сприйматися як країна з найкращими творцями відеоігор.

## 1990-і

Sonic the Hedgehog вирізнялася якісною графікою і швидкісним геймплеєм

Наприкінці 1980-х Sega слабо конкурувала з Nintendo і її гра Sonic The Hedgehog (1991) стала результатом внутрішнього змагання між розробниками компанії в спробі створити нового персонажа, талісмана Sega. Цей персонаж, Їжак Сонік, не був одразу добре сприйнятий, оскільки жителі Японії та США взагалі мало знали про цю тварину, але сама гра, яка вирізнялася швидкісним ігровим процесом, стала найпопулярнішою для приставки Genesis. З іграми Final Fight і Street Fighter II відродилася індустрія аркадних автоматів. З появою 16-бітових консолей протистояння між Nintendo і Sega підняло споживчі очікування щодо якості відеоігор і призвело до зростання витрат на розробку. Через це компанії стали обмежувати творчу свободу і ретельніше слідкувати за якістю своєї продукції.

В 1991 році художник Джон Тобіас і програміст Ед Бун, співробітники чиказької компанії Midway, задумалися про свій наступний проєкт. Вони задумали створити файтинг, різко відмінний від всіх існуючих, оцифрувавши рухи живих акторів — Mortal Kombat. Крім того гра вирізнялася жорстокістю, а на її рекламу було витрачено понад 10 млн доларів. Жорстокість Mortal Kombat, як бризки крові та відривання кінцівок, змусила Cенат США вкотре переглянути зміст відеоігор.

Бій в Mortal Kombat

Перший день слухань у Сенаті з приводу відеоігор був призначений на 9 грудня 1993 року. Sega, націлена головним чином на підліткову аудиторію, хотіла створити віковий рейтинг для того, щоб і в майбутньому мати можливість створювати відеоігри з насильством. Nintendo ж бачила мало сенсу в рейтингу, оскільки мала власну політику щодо змісту ігор. Було зачеплено проблему відсутності як головних героїв відеоігор темношкірих і жінок. Як наслідок в 1994 році було створено організацію Entertainment Software Rating Board (ESRB), і потреба в урядовому органі контрою відеоігор відпала.
Жорстокі ігри продовжили існувати, але тепер з поміткою про допустимий вік гравців. Разом з тим виробники ігор побачили, що скандали сприяють популяряності, і стали випускати відеоігри для дорослих з іще вищим рівнем насилля, такі як Blood Storm, а продажі Night Trap, яка розглядалася в Сенаті, різко зросли.
До кінця 1980-х зусилля музичної індустрії призвели до зниження вартості CD-приводів, що, в свою чергу, зробило їх доступними для комп'ютерів. У лютому 1989 року в Японії надійшов у продаж перший комп'ютер з CD-приводом - FM Towns компанії Fujitsu. З точки зору ігрової індустрії компакт-диски було дешевше виробляти, ніж катриджі, та вміщали к 600 разів більше даних, ніж дискети, і приблизно в 300 разів більше, ніж картриджі. На початок 1990-х деякі відеоігри для ПК випускалися на 10-и дискетах, не в змозі вміщувати такі матеріали, як високоякісна музика чи відеокліпи.
На початку 1990 року компанія NEC випустила TurboGrafx-CD - CD-привід для консолі TurboGrafx-16. Її спробували наслідувати інші компанії, але на ігрових приставках диски не знайшли поширення через локальність їх випуску та відсутність єдиних стандартів. 8 жовтня 1991 року угодою між Fujitsu, Microsoft, Philips і Tandy, було визначено набір стандартів для ПК, який включав в себе CD-привід, графічну і звукову карти. Це дозволило випускати CD-приводи з гарантією, що вони окупляться. До 1993 існування ігор на CD-ROM стало комерційно життєздатним. Першою дійсно успішною грою для ПК на CD стала 7th Guest, що продалася в кількості мільйона копій. Star Wars: Rebels Assault використовувала графіку, створену на комп'ютерах, що використовувалися для створення спецефектів у фільмах. У вересні 1993 вийшла Myst, що завдяки неквапній подачі сюжету і візуальній складовій стала найбільш продаваною відеогрою року на ПК, за перші тижні продавшись у кількості 4 млн копій.
Можливість відтворення відеозаписів у іграх зблизила відеоігри й кіно. Так у Gabriel Knight: Sins of the Father (1993) для озвучення діалогів були запрошені професійні актори, а до створення The Beast Within: A Gabriel Knight Mystery (1995) залучалися актори, оператори, костюмери і гримери. У розробників з'явився величезний простір для творчості, послідовності попередньо записаних відео, які змінювалися залежно від дій гравця, отримали назву інтерактивних фільмів. Гра жахів Phantasmagoria:A Puzzleofthe Flesh (1996) вкотре підняла хвилю критики жорстокості у відеоіграх, але утвердила думку, що ігри відеоігри не є суто дитячими. Так само як існують фільми тільки для дорослої аудиторії, існують і дорослі ігри.
Вже в середині 1990-х розробники ігор стикнулися з проблемою того, що велика кількість відео займає багато місця на дисках. Деякі ігри займали по 6 CD-дисків. Розвиток тривимірної графіки багато в чому посприяв завершенню епохи інтерактивних фільмів.

Тривимірність у Wolfenstein 3D

У листопаді 1991 року техаський розробник Id Software випустив на ПК гру під назвою Catacomb 3-D, яка стала проривом в іграх з тривимірною графікою. У ній використовувався програмний рушій Кріса Гріна, створений у 1990 році. Він дозволяв накладати на кожний тривимірний об'єкт різноманітні текстури, перетворюючи однакові моделі на візуально різні. У березні 1992 року Blue Sky Productions випустила свою гру, Ultima Underworlds: The Stygian Abyss, в якій теж використовувалися текстури. Після успіху Catacomb 3-D Id вирішила розвинути ідеї гри Castle Wolfenstein (1981). Ця гра, Wolfenstein 3D (1992), завдяки тривимірності дала гравцям нові відчуття, занурення в гру. Після успішних продажів гри Id Software зробила те, що досі вважалося немислимим серед розробників ігор - продати свій рушій для використанням його іншими компаніями. До того розробники розцінювали свої технології як секрети, що є запорукою їх успіху. Вони самі створювали всі інструменти, але можливість покупки засобів створення відеоігор значно спростила їх створення.
У наступному проєкті Id переписала код, що дозволило створювати приміщення будь-якої висоти, вигнуті стіни і світлові ефекти на кшталт лампочок на стелі. Програміст Джон Кармак змінив підхід до сюжету, висловившись, що сюжети у відеоіграх, як у порнофільмах - не обов'язкові. Крім того нова гра, Doom (1993), вирізнялася атмосферою жаху і повсюдним зображенням насильства, як нанизані на палі тіла. Doom дозволяла гравцям битися один з одним, об'єднавши ПК по мережі. Програміст і дизайнер Джон Ромеро назвав такі змагання death matches - «смертельними матчами». Демо-версія гри розповсюджувалася з сайту компанії та була завантажена за пів року понад мільйон разів.
Doom стала зразком для створення численних нових шутерів від першої особи, які, через тривимірність, вимагали наявності ЗD-графічних карт. Карти містили окремий графічний процесор (GPU), призначений для обчислень, необхідних для створення тривимірної графіки. Масовий інтерес до GPU ще більше прискорив перехід відеоігор у 3D.

Приклад графіки тривимірних ігор кінця 1990-х (Unreal Tournament)

Постало питання про введення тривимірної графіки на приставках. В 1994 році в Японії вийшли Sega Saturn і Sony PlayStation, які стали конкурувати на ринку США і Європи. Core Design працювала над іграми для Saturn і PlayStation, однією з яких була Tomb Raider. Революційність гри полягала у введенні як протагоніста жінки та багатий тривимірний світ. На той час був активним феміністичний рух Riot grrrls і зросла кількість геймерів жіночої статі, що визначило інтерес до Tomb Raider. На додачу в Doom існувало явище дискримінації гравців-жінок у багатокористувацьких сутичках, коли їх називали трансвеститами, нібито під жіночими нікнеймами ховаються чоловіки. Існували об'єднання жінок, котрі ставили собі за ціль перемагати гравців-чоловіків. Героїня Tomb Raider, Лара Крофт, стала символічним образом та іконою поп-культури.
Тим часом відбувалися експерименти з атмосферою ігор. Alone In The Dark (1992) мала примітивну тривимірну графіку, але вражала постійним очікуванням небезпеки, коли в буль-яку мить підлога могла провалитися, або з-за дверей вискочити чудовисько. Цю ідею розвинула Resident Evil (1996), яка застосовувала кінематографічні ракурси і нагнітання страху, і Silent Hill (1999).
Перевагу PlayStation над Nintendo значною мірою забезпечила гра Final Fantasy VII (1997), яку було вирішено випускати на дисках, а не картриджах нової приставки Nintendo 64. Гра стала першою японською рольовою грою, яка добилася успіху за кордоном. Ігри як The Legend of Zelda: Ocarina of Time і Golden Eye 007 дозволили продати близько 30 млн. примірників Nintendo  64, але це була невелика кількість проти продажів PlayStation. Sega в цій боротьбі втратила частку ринку і в 1998 припинила випуск Saturn. Відеоігри завдяки продуктам Sony остаточно стали сприйматися як повноцінна частина популярної культури, а не просто розвага.
Попри збитки в 242 млн. доларів, Sega повернулася на ринок з приставкою Dreamcast. Sega оснастила приставку численними аксесуарами і модемом, щоб просунути свою рольову гру Phantasy Star Online, яка відрізнялась від тодішніх багатокористувацьких онлайн-ігор, як Ultima Online спрямованістю на співпрацю гравців. Але, незважаючи на всю амбіційність і креативність, Dreamcast не стала досить успішною, компанія повернулася до ролі видавця ігор.
У кінці 1990-х помітно змінилися підходи до викладу історій у відеоіграх. Ще з часів створення Adventure, оповідь домінувала в пригодницьких іграх і, дещо менше, в рольових. Але ігри як, Planescape: Torment, The Longest Journey, містили філософський підтекст, тему пошуку самого себе. Шутер Unreal мав на свій час більш розвинений сюжет, бувши ближчим до повнометражного фільму, ніж інші шутери, але дійсним проривом у сюжетах стала Half-Life (1998). Події показувалися без відеовставок і прямого пояснення, весь сюжет розгортався в самій грі, коли гравець зберігав контроль над персонажем. Реалізація сюжету в Half-Life стала прикладом поєднання дії, інтерактивності й кінематографічної подачі.

## 2000-і

World of Warcraft, типовий представник MMORPG

Випущена 2000 року Deus Ex стала ще одним важливим кроком в ускладненні сюжетів екшн-ігор. Увага до моральної сторони дій гравця, які впливали на подальший розвиток сюжету, стала відкриттям для свого часу.
Виник кіберспорт як справжня індустрія, подаючи змагання з відеоігор як видовище. Спочатку основною дисципліною були ігри серії Quake, але з 2001 року стали проводитися змагання з Counter-Strike та інших. У листопаді 2004 року вийшла World of Warcraft, яка дала поштовх до зростання популярності багатокористувацьких онлайн-ігор.
Середина 2000-х відкрила епоху цифрової дистрибуції, за якої відеоігри за плату чи безкоштовно поширювалися не через диски, а через Інтернет. Домінантним сервісом став Steam, що в результаті популярності Half-Life 2 від Valve став основним магазином ігор на ПК. Спочатку в Steam продавалися тільки власні ігри Valve, але в 2005 році платформа відкрилася і для інших виробників ігор. Це дозволило незалежним розробникам і навіть окремим особам вийти на широку аудиторію, не вдаючись до послуг видавців.
У 2005 році Microsoft випустила свою консоль Xbox 360. Оснащена жорстким диском і підключенням до Інтернету, консоль дозволила купувати і завантажувати ігри через сервіс Xbox Live Arcade. Наступного року схожі сервіси були запущені на Nintendo Wii і Sony PlayStation.
Паралельно розвивалися ігри для мобільних телефонів. Перша гра для мобільного телефону з'явилася ще в 1997 році - Snake. Згодом можливості телефонів розширилися, дисплеї отримали вищу роздільність, а процесори - потужність. Як наслідок мобільні телефони стали повноцінними портативними ігровими платформами. Поява смартфона iPhone з сенсорним екраном і запуск в 2007 році AppStore дозволили створити ще одну платформу, через яку невеликі розробники могли вийти на широку аудиторію. До кінця 2000-х ігри на смартфонах склали значну частку від загальної кількості відеоігор.
У створенні відеоігор важливу роль стала відігравати технологія захоплення руху, яка дозволяла відтворювати в іграх реалістичні рухи та емоції персонажів, фіксуючи положення частин тіла акторів.

## 2010-і

Doom (2016)

Початок десятиліття позначився випуском таких успішних ігор як Mass Effect 2, S.T.A.L.K.E.R.: Поклик Прип'яті, BioShock 2, Heavy Rain, Assassin's Creed II, Metro 2033, The Settlers 7: Paths to a Kingdom, Red Dead Redemption, Call of Duty: Black Ops, Gran Turismo 5, Plants vs. Zombies і Mafia II, Dead Space 2, Crysis 2, Portal 2, Battlefield 3, Uncharted 3: Drake's Deception, Call of Duty: Modern Warfare 3, Minecraft і Need for Speed: The Run.
У 2010-х роках стартувало восьме покоління ігрових консолей. На виставці Е3 2011 року Nintendo презентувало Wii U, наступника Wii. Консоль була випущена в Північній Америці, Європі, Австралії та Новій Зеландії в листопаді 2012 року, а в Японії в наступному місяці. Відгуки критиків були змішаними. Компанія Microsoft теж вирішила продовжити восьме покоління. 21 травня 2013 року, за кілька тижнів до E3 2013, Microsoft показала свою нову консоль — Xbox One. Компанія Sony також представила свою консоль нового покоління — PlayStation 4. Також серед ігрових платформ з'явилась конкуренція з приходом ігор на планшетах та смартфонах, на яких, переважно у 2014 році, з'явилося багато хітів 2000-х років. У 2012-2013 роках з'явилося кілька ігор, які стали найпопулярнішими в світі: Grand Theft Auto V, Counter-Strike: Global Offensive і Dota 2.
Також у цьому десятилітті з'явилися загальнодоступні шоломи віртуальної реальності. З 2016 року для цих пристроїв стала виходити велика кількість відеоігор. Гравці стали активними учасниками створення й модифікації відеоігор шляхом моддингу, конструювання інтерактивних творів у спеціальних редакторах. Типовим стало випускати завантажувані доповнення до ігор, у тому числі платні, впроваджувати мікротранзакції, покликані за реальні гроші полегшувати гру.
Впродовж десятиліття мобільні платформи стали повноцінними платформами для відеоігор. Хоча багато з таких інтерактивних творів завойовували популярність, вони довго не досягали рівня ігор для ПК й консолей. Проте 2016 року відбувся реліз Pokémon Go, що стала світовим культурним феноменом. Число установок тільки в Google Play за кілька місяців по виходу склало більше 10 млн. За даними компанії Sensor Tower, на кінець тижня після випуску середній час щоденного використання Pokémon Go становив понад 33 хвилини. Це більше, ніж щоденне середнє користування Facebook (22 хвилини в день), Snapchat (18 хвилин) і Twitter (17 хвилин). Щоправда, рекорд все ж утримували інші ігри: Candy Crush Saga і Game of War.

### Сайти
- Video Game History Timeline [Архівовано 21 березня 2016 у Wayback Machine.] — ілюстрована шкала розвитку відеоігор (англ.)
- История видеоигр — коротка ілюстрована історія відеоігор (рос.)